# Fernando Pisani
Fernando Antonio Pisani, född 27 december 1976 i Edmonton, Alberta, Kanada är en kanadensisk-italiensk ishockeyspelare som spelar för Södertälje SK i Hockeyallsvenskan.
Pisani är född i Edmonton och har spelat i stadens NHL-lag Edmonton Oilers i sammanlagt sju säsonger. Under slutspelet säsongen 2005/2006 spelade Pisani sin karriärs bästa hockey och med 14 mål, varav 5 matchvinnande, var han en starkt bidragande orsak till att Oilers kunde ta sig till final i Stanley Cup, som man sedan förlorade med 4-3 i matcher.
Den 1 januari 2012 skrev Pisani på för svenska Södertälje SK i Hockeyallsvenskan.